# 정경세
정경세(鄭經世, 1563년 ~ 1633년)는 조선 중기의 문신·학자이다. 본관은 진주 어사공파(御史公派).
자는 경임(景任), 호는 우복(愚伏), 일묵(一默). 시호는 문장(文莊).

## 생애
정여관(鄭汝寬)의 아들이다.
문충공 서애 류성룡의 문인으로, 학문으로는 퇴계 이황의 학통을 계승하였고 예학(禮學)에 뛰어났다.
류성룡의 수제자로 그가 1580년 상주목사로 부임하자 그 문하에서 수학하였다.
류성룡의 아들 수암 류진과 석문(石門) 정영방의 스승이다.
임진왜란때에는 고향 상주에서 창의하여 의병활동을 펼쳤으며, 어머니와 아우를 잃기도 하였다.
1610년 전라감사로 재직하던 당시 정인홍 등 대북세력에 의해 탄핵당하였다.
1623년 상주에 유림들과 협의하여 조선 최초의 사립 의료시설 존애원을 건립하였다.
인조반정이후에 다시 등용되어 홍문관 제학에 임명되었고 형조판서를 했다.
후금의 침략에 대비하여 산성을 수축하고 군량미를 비축하며 또 뛰어난 장수를 선발하는 것과 군대의 정예화를 주장하였다.
여러 벼슬을 거쳐 1629년 이조판서 겸 대제학에 올랐다.
1628년(인조 6) 유효립에 난 진압을 도운 공로로 영사원종공신 1등(寧社原從功臣一等)에 책록되었다.
저서에는 《우복집(愚伏集)》, 《사문록(思問錄)》, 《주문작해(朱文酌海)》 등이 있다.

## 관련 문화재
- 우복 정경세 신도비 - 경상북도 유형문화재 제321호